# Le Pique-nique (Tissot)
Le Pique-nique, ou Jour de Congé (en anglais Holyday), est une peinture à l'huile du peintre français James Tissot (1836-1902), peinte en 1876. Tissot a déménagé en Angleterre en 1871, à l'âge de trente-cinq ans, et s'y est installé. Avant de déménager à Londres, Tissot était un peintre à succès de la société parisienne.
Le tableau montre un groupe d'hommes et de femmes élégamment vêtus lors d'un pique-nique au bord de l'étang du jardin du peintre. La peinture se caractérise par l'attention portée aux détails et aux couleurs vives. La peinture est conservée à la Tate Gallery de Londres.

## Description
Le tableau a été réalisé dans le jardin arrière de la maison londonienne de Tissot, près de Lord's Cricket Ground. L'automne approche, les feuilles du grand marronnier changent de couleur, mais le reste de la végétation est encore verte et luxuriante. Le soleil bas fait briller la lumière de l'après-midi sur la scène. Sur la droite se trouve la muse et amante du peintre, Kathleen Newton, qui semble détourner les yeux de la scène. Les hommes du tableau appartiennent au célèbre club de cricket I Zingari, à en juger par leurs chapeaux jaunes, rouges et noirs. Les femmes sont trop habillées, une des particularités de Tissot. L'atmosphère est sensuelle et détendue et démontre un sentiment de supériorité britannique.
Stylistiquement, Le Pique-nique frappe par sa représentation cristalline. Le travail est hyperréaliste et très détaillé, avec des couleurs pétillantes. L'accent mis sur les scènes quotidiennes vient de l'Impressionnisme, qui était en vogue dans le Paris de l'époque. L'influence de Manet se reconnaît également dans le choix du sujet, rappelant Le Déjeuner sur l'herbe. Cependant, l'œuvre de Tissot ne provoque pas, mais est empreinte d'un conservatisme britannique.

## Histoire
La toile de Tissot a été montrée en 1877 à la Grosvenor Gallery de Londres comme pendant pour Une convalescente, également peint par Tissot dans sa cour. Il a fait des études pour les deux peintures dans un seul carnet de croquis. Il voulait probablement que les deux soient un diptyque, bien qu'ils aient été rapidement séparés lors de la vente et n'aient jamais été exposés ensemble par la suite. Une convalescente est à la Manchester Art Gallery ; Le Pique-nique a été acquis par la Tate Gallery en 1928.